# Czikoj
Czikoj (ros. Чикой; mong. Цөх гол, Cöch gol) – rzeka w azjatyckiej części Rosji, w Kraju Zabajkalskim i Buriacji, częściowo na granicy z Mongolią, prawy dopływ Selengi. Jej długość wynosi 769 km; dorzecze zajmuje powierzchnię 46 200 km².
Źródła znajdują się we wschodniej części Gór Czikokońskich. Rzeka płynie w kierunku zachodnim, równolegle do południowych zboczy Gór Małchańskich. U ujścia do Selengi rozwidla się. Reżim deszczowy. Rzeka jest pokryta lodem od przełomu października i listopada do przełomu kwietnia i maja. W lecie i na jesieni Czikoj wylewa. Rzeka wykorzystywana jest do nawadniania.
Górną część rzeki obejmuje Park Narodowy „Czikoj”.